# Hera Dorsa
Gli Hera Dorsa sono una struttura geologica della superficie di Venere.